# Calamiana mindora
Calamiana mindora é uma espécie de peixe da família Gobiidae e da ordem Perciformes.

## Habitat
É um peixe de clima tropical e demersal.

## Distribuição geográfica
É encontrado no Oceano Pacífico ocidental central: Tailândia, nas Filipinas, Indonésia, Austrália e Fiji.

## Observações
É inofensivo para os humanos.